# Antonio Zapata Rocha
José Antonio Serapio Zapata Rocha (Revilla, Tamaulipas, 1797 - 29 de marzo de 1840 Santa Rita de Morelos, Coahuila) fue un tamaulipeco, logró una gran fortuna cómo ranchero, a pesar de haber pasado la mitad de su vida cómo pastor. Seguidor del General Antonio Canales, por la causa del Río Grande, formando parte de los Cofundadores de la República y sirvió como Primer teniente de la armada del Río Grande y conocido como un oficial de caballería talentoso, lo habían comparado con  Chevalier Bayard y Stonewall Jackson. Los indios Comanches le conocían como "Sombrero Mantecoso" por lo brilloso de su cabello.

## Inicios
Nació en Revilla, Tamaulipas durante el mes de enero de 1797. Hijo de Ignacio Zapata y María Antonia Rocha. Durante la infancia y adolescencia de Antonio las villas del norte sufrieron constantes asedios a por los pueblos indígenas, originando conflictos entre estos pueblos formando de esta manera el carácter y el destino de Antonio Zapata, al dedicarse a pacificar los alrededores del Río Nueces.
En mayo de 1821 se casa con Asunción Salinas, de esta unión procrean 4 hijas y un varón que fallece a los pocos días de bautizado, su esposa fallece en 1836.
Durante la Revolución de Texas, los comerciantes extranjeros cerraron sus casas de comercio en el norte de México, las propiedades de Zapata fueron saqueadas y él sufrió pérdidas por unos $ 70,000, pero permaneció financieramente solvente.

## Participación en la Rebelión del Río Grande o de las Villas del Norte
Cuando Antonio Canales Rosillo se levantó en armas el 22 de noviembre de 1838 con el Plan del Rancho de Puntiagudo contra el centralismo del gobierno de México, Zapata simpatizando con este movimiento se une a la causa federalista con el cargo de Coronel en el ejército libertador recibiendo una unidad de caballería para realizar operaciones de guerra de guerrillas contra el ejército, logrando de esta manera vencer las fuerzas asentadas en Mier y parte de las tropas estacionadas en Matamoros.
A la primera mitad de 1836 el ejército libertador se vio mermado en efectivos por lo que Antonio Canales se vio forzado a traer de Texas el mismo tipo de aventureros y cuatreros ganaderos, que habían azotado a los ranchos de las villas del norte, e incluyéndolos a las unidades que comandaba Zapata, el coronel Bernardo Gutiérrez de Lara y los rancheros objetan estas decisión, la cual es sobreseída por Zapata. Con estas nuevas fuerzas el ejército libertador gana ventaja pero conforme avanza Mariano Arista hacia Monterrey el ejército libertador se retira hacia el Río Bravo agravando la condición del ejército, Zapata trató de aliviar su situación, exigiendo préstamos de dinero y suministros a los habitantes de Villaldama, una acción que provocó la antipatía contra los federalistas.
Una vez de regreso a Guerrero Zapata y Canales, desde su campamento en Mier, intentan llegar a un armisticio con Arista, utilizando esta táctica para retrasar su avance y permitir a Jesús Cárdenas convocar a los representantes de las villas del norte para crear la República del Río Grande el 17 de enero de 1840.
Zapata y Canales escapan de las fuerzas de Arista cabalgando hacía el estado de Coahuila, al tener noticias de comanches en la zona Canales envía una misión excluyendo a un Zapata disgustado deseoso de pelear contra los indios.
Desobedeciendo órdenes ingresa a Santa Rita de Morelos, pensando que esta villa era afín a la causa federalista, solicita víveres para sus tropas y ofrece protección contra los comanches, lo noticia de su arribo fue escuchada por el general Isidro Reyes quién envía al capitán Juan Galan y 80 soldados para capturar a Zapata que ya estaba siendo persuadido para alargar su estadía hasta el 22 de marzo de 1840 fecha en que aprehendido junto a sus hombres.
El veredicto de la corte marcial, a la que fue procesado, lo halló culpable de traición, Arista le ofreció el perdón a cambio de deponer las armas y renunciar a la causa federalista, rehusando la propuesta fue fusilado el 29 de marzo de 1840, su cabeza fue enviada a Guerrero como trofeo y sepultada el 12 de abril de 1840.